# Cot Mesjid (Samatiga)
Cot Mesjid is een bestuurslaag in het regentschap Aceh Barat van de provincie Atjeh, Indonesië. Cot Mesjid telt 282 inwoners (volkstelling 2010).